# 定式幕
定式幕（じょうしきまく）とは、三色に染めた布を縦に縫い合わせて作った引幕。おもに歌舞伎の舞台で使われる。歌舞伎の舞台では演目や場面によって様々の幕が使われるが、定式幕は芝居の幕開きと終幕に使われる。歌舞伎における「定式」とは、舞台美術の各部門における決まったやりかた、または形式のこと。

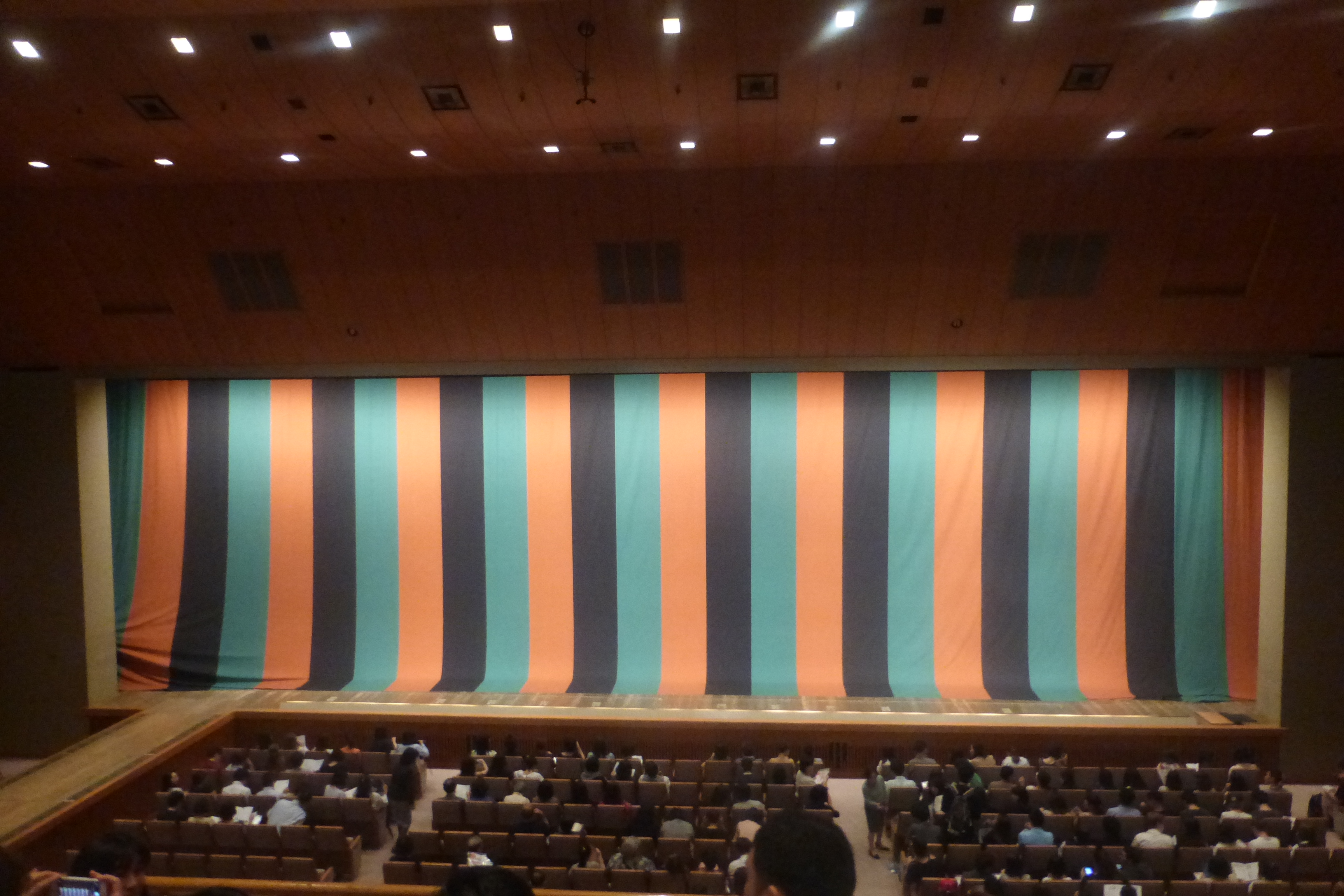
国立劇場の定式幕

定式幕をはじめとして、歌舞伎の引幕はいずれも上手から下手に引いて閉じるのが普通だが、江戸時代には下手から上手に引いて閉じていた。また上方の芝居で定式幕に相当する引幕は、本来は縦縞ではなく横縞に縫い合わされて作られたもので、上手下手の双方から幕を引いて舞台の真ん中で閉じる形式だったが、明治中頃から江戸と同様の形式となり現在に至っている。

## 配色
定式幕は江戸三座のあった時代にはそれぞれ配色が異なり、舞台に向って左から、中村座は黒-白-柿色、市村座は黒-萌葱-柿色、森田座（守田座）は黒-柿色-萌葱の3色を、それぞれ繰り返したものとなっていた。
式亭三馬が享和3年（1803年）に著した『戯場訓蒙図彙』（しばいきんもうずい）には定式幕について、「さかい町の芝居（＝ 中村座）は紺・柿・白の三色を用ひ来る。木挽町（＝ 森田座）と市村座は紺・柿・緑の三色を用ひて、白を用ゆる事なし」とあり、黒の部分は紺ともいわれていたことがうかがえる。濃紺は黒に近い暗めの青紫である。

### 中村座式

中村座式の定式幕
（黒-白-柿色）

ある時幕府所有の巨船安宅丸の櫓を人足に漕がせる際に、初代中村勘三郎が櫓漕ぎの音頭を取って、その褒美に帆布を頂戴した。これを中村座の幕にしたのが定式幕の起こりだといわれている。
平成12年（2000年）に公演を始めた平成中村座では、この黒-白-柿色の中村座式の定式幕を踏襲している。

### 市村座式

市村座式の定式幕
（黒-萌葱-柿色）

六代目尾上梅幸によれば、中村座の定式幕は御船手組で使われていた日よけの幕を頂戴したものだともいう。その中村座の座元の娘が軒を連ねる市村座の座元のところへ嫁ぐことになった時、その縁で市村座でも中村座の幕を使うことができるようになった。しかし白は汚れが目立つので、のちに白の部分を萌葱に変えて使うようになったのだという。
昭和41年（1966年）に国立劇場が開場すると、その定式幕にはこの市村座式が使用されることになった。

### 森田座式

森田座/守田座式の定式幕
（黒-柿色-萌葱）

今日一般に定式幕と呼ばれるものは、黒-柿色-萌葱の森田座の様式に倣うものが多い。これは歌舞伎座が使用する定式幕がこの森田座式を踏襲していることによる。明治のはじめに名興行師として知られた守田座改メ新富座の座元・十二代目守田勘彌は、一時期発足して間もない歌舞伎座に招かれてその諸事万端を司っていたが、歌舞伎座が建つ木挽町はかつて森田座がその中心となって栄えた芝居町だったことから、この歌舞伎座の定式幕に自らの森田座式をちゃっかりと転用した。以後年を重ねてもこれを怪しむ者が出てこなかったことから、これが歌舞伎座定式幕として定着し今日に至った。松竹ではこの柄を商標として登録している。

### 異説
市村座式と森田座式の定式幕に関しては、その配色の並び順が逆なのではないかという見解も出てきている。近世演劇研究者の今尾哲也は2010年に上梓した『歌舞伎＜通説＞の検証』で、江戸時代に制作された千代紙や浮世絵の中にはこの両座の定式幕の配色の並び順が逆になっているものもあることを指摘して、今日歌舞伎座が使用する定式幕が実は市村座式で、国立劇場が使用する定式幕が実は森田座式なのではないかと推論している。